# Generali Ladies Linz 2002
Generali Ladies Linz 2002 - жіночий тенісний турнір, що проходив на закритих кортах з твердим покриттям TipsArena Linz в Лінці (Австрія). Належав до турнірів 2-ї категорії в рамках Туру WTA 2002. Відбувсь ушістнадцяте і тривав з 21 до 27 жовтня 2002 року. Жустін Енен здобула титул в одиночному розряді.

## Очки і призові

### Нарахування очок
| Дисципліна       | П   | Ф   | ПФ | ЧФ | 1/8 | 1/16 | Q     | Q3   | Q2  | Q1  |
| Одиночний розряд | 195 | 137 | 88 | 49 | 25  | 1    | 11.75 | 6.75 | 4   | 1   |
| Парний розряд    | 195 | 137 | 88 | 49 | 1   | Н/Д  | 11.75 | Н/Д  | Н/Д | Н/Д |

### Призові гроші
| Дисципліна       | П       | Ф       | ПФ      | ЧФ      | 1/8    | 1/16   | Q3     | Q2     | Q1   |
| Одиночний розряд | $95,500 | $51,000 | $27,300 | $14,600 | $7,820 | $4,175 | $2,230 | $1,195 | $640 |
| Парний розряд *  | $30,000 | $16,120 | $8,620  | $4,610  | $2,465 | Н/Д    | Н/Д    | Н/Д    | Н/Д  |

* на пару

## Учасниці основної сітки в одиночному розряді

### Сіяні
| Країна                      | Гравчиня            | Рейтинг | Сіяна |
| --------------------------- | ------------------- | ------- | ----- |
| США                         | Дженніфер Капріаті  | 3       | 1     |
| США                         | Ліндсі Девенпорт    | 10      | 2     |
| Союзна Республіка Югославія | Єлена Докич         | 6       | 3     |
| Бельгія                     | Жустін Енен         | 8       | 4     |
| Словаччина                  | Даніела Гантухова   | 9       | 5     |
| Росія                       | Анастасія Мискіна   | 12      | 6     |
| США                         | Чанда Рубін         | 13      | 7     |
| Італія                      | Сільвія Фаріна-Елія | 14      | 8     |
| Ізраїль                     | Анна Смашнова       | 16      | 9     |

Рейтинг подано станом на 14 жовтня 2002.

### Інші учасниці
Нижче наведено учасниць, які отримали вайлдкард на участь в основній сітці:
- Даніела Кікс
- Барбара Шетт
- Патріція Вартуш

Нижче наведено гравчинь, які пробились в основну сітку через стадію кваліфікації:
- Анка Барна
- Деніса Хладкова
- Ліна Красноруцька
- Марі-Гаяне Мікаелян

Такі тенісистки потрапили в основну сітку як Щасливі лузери:
- Джилл Крейбас
- Петра Мандула

### Знялись з турніру
- Ліндсі Девенпорт → її замінила  Джилл Крейбас
- Мартіна Хінгіс → її замінила  Кончіта Мартінес
- Патті Шнідер → її замінила  Петра Мандула
- Серена Вільямс → її замінила  Франческа Ск'явоне

### Знялись
- Даніела Кікс (шлуночні коліки)

## Учасниці основної сітки в парному розряді

### Сіяні
| Країна                      | Гравчиня                | Країна    | Гравчиня      | Рейтинг 1-ї гравчині | Рейтинг 2-ї гравчині | Сіяна |
| --------------------------- | ----------------------- | --------- | ------------- | -------------------- | -------------------- | ----- |
| Іспанія                     | Вірхінія Руано Паскуаль | Аргентина | Паола Суарес  | 2                    | 1                    | 1     |
| Словаччина                  | Даніела Гантухова       | США       | Меган Шонессі | 7                    | 15                   | 2     |
| Японія                      | Фудзівара Ріка          | Японія    | Ай Суґіяма    | 17                   | 12                   | 3     |
| Союзна Республіка Югославія | Єлена Докич             | Росія     | Надія Петрова | 14                   | 34                   | 4     |

Рейтинг подано станом на 14 жовтня 2002.

### Інші учасниці
Нижче наведено пари, які отримали вайлдкард на участь в основній сітці:
- Даніела Клеменшиц /  Сандра Клеменшиц

Нижче наведено пари, що пробились в основну сітку через стадію кваліфікації:
- Грета Арн /  Марі-Гаяне Мікаелян

Пари, що потрапили в основну сітку як щасливі лузери:
- Джилл Крейбас /  Мая Мурич

## Переможниці та фіналістки

### Одиночний розряд
- Жустін Енен —  Александра Стівенсон, 6–3, 6–0.[1]

Для Енен це був другий титул WTA за сезон і 6-й - за кар'єру.

### Парний розряд
- Єлена Докич /  Надія Петрова —  Фудзівара Ріка /  Ай Суґіяма, 6–3, 6–2.

Для Докич це був 1-й титул WTA в парному розряді за сезон і 4-й - за кар'єру. Для Петрової це був це був 1-й титул WTA в парному розряді за сезон і 3-й - за кар'єру. Пара була чинними чемпіонками. Це був для них другий і останній титул в складі однієї пари. Для Докич це був останній титул WTA в парному розряді.